# 애덤 로즈

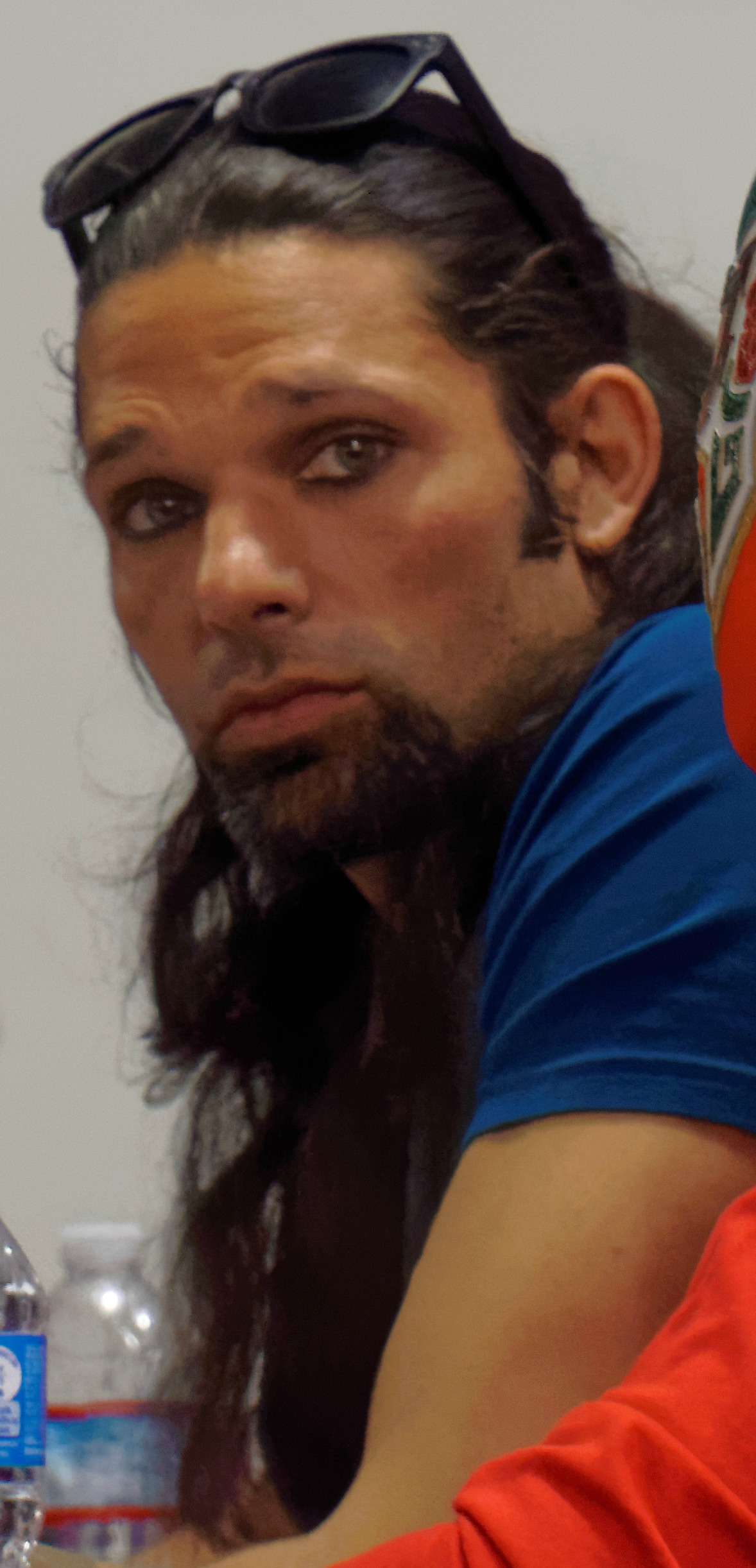
애덤 로즈

애덤 로즈(Adam Rose, 1979년 7월 20일 ~ )는 본명은 레이몬드 레판(Raymond Leppan)이다. 남아프리카 공화국의 남자 프로레슬링선수다. 키는 186cm 몸무게는 100kg이다. FCW 시절에서 리오 크루거(Leo Kruger)라는 링네임을 사용했다. 2014년 5월 5일 WWE Raw에서 등장을 했다가 나중에는 2014년 12월 22일 WWE Raw에서는 버니한테 공격을 해서 악역이 되고 만다. 2016년 소셜 아웃캐스트 멤버로 활약하다가 5월 23일 해고 요청을 통해 WWE를 떠난다. 피니쉬는 GC3(인버티드 키락), 크루거스 엔드(행맨즈 페이스버스터), 슬리퍼 홀드 때로는 함께 바디시저스, 슬라이스(래리어트), 데몬 대거(크레이들 파일드라이버), 데몬 디바이스(샤프슈터), 파티 파울(스냅매어 드라이버)로 사용을 한다.

## 수상
- CIW 월드 헤비웨이트 챔피언 1회
- FCW 플로리다 월드 헤비웨이트 챔피언 2회
- WWP 월드 헤비웨이트 챔피언 1회
- 월스 기믹 2014